# Ajbolit-66
Ajbolit-66 (Айболит-66) è un film del 1966 diretto da Rolan Antonovič Bykov.